# Квінт Манлій Вульсон Капітолін
Квінт Ма́нлій Вульсо́н Капітолі́н (лат. Quintus Manlius Vulso Capitolinus; V—IV століття до н. е.) — політичний та військовий діяч Римської республіки, військовий трибун з консульською владою 396 року до н. е.

## Біографія
Походив з патриціанського роду Манліїв. Про батьків, дитячі роки його відомостей не збереглося.
396 року його було обрано військовим трибуном з консульською владою разом з Публієм Ліцинієм Кальвом Есквіліном, який через поважний вік попросив аби обрали його сина, Публієм Мелієм Капітоліном, Гнеєм Генуцієм Авгуріном, Луцієм Атілієм Пріском і Луцієм Тітінієм Пансою Сакком. Продовжувалась облога Вейї, а Луцій Тітіній разом з Гнеєм Генуцієм Авгуріном виступили проти фалісків і капенів, але потрапили в засідку. Гней Генуцій загинув, а Луцію Тітінію вдалося втекти. Звістка про загибель римської армії збурила Рим, а солдати, що обложили Вейї, були в паніці, деякі з них втекли. Через це сенат призначив диктатором Марка Фурія Камілла, який швидко заспокоїв вояків і зрештою взяв Вейї. Про безпосередні дії Публія Манлія під час цієї каденції у джерелах згадок немає.
З того часу про подальшу долю Квінта Манлія Вульсона Капітоліна відомостей не знайдено.